# Патріотична школа
Патріотична школа (яп. 愛郷塾, あいきょうじゅく, айкьо-дзюку) — японська приватна школа заснована 15 квітня 1931 року Татібаною Косабуро у околицях міста Міто (колишнє село Токіва). Офіційна назва — "Самоврядна сільсько-робітнича патріотична школа" (自営的農村勤労学校愛郷塾).

## Короткі відомості
У період Тайсьо Татібана разом зі своїми старшими братами був керівником "Братської сільської ферми". У 1929 році він став фізіократом, агітуючи за необхідність нарощування сільськогосподарської продукції в Японії,  і заснував на основі сусідніх сіл "Патріотичне товариство". У 1931 році для навчання молодшого покоління Татібана створив при "Братській фермі" на базі товариства Патріотичну школу. Того ж року через Іноуе Ніссьо він познайомився із учасниками правого політичного руху державних реформаторів, завдяки чому його школу було перетворено на осередок цього руху. У 1932 році, під час спроби державного перевороту, так званого інциденту 15 травня, з учнів школи був сформований штурмовий загін, який атакував електричні підстанції Токіо, але не зміг завдати їм значної шкоди. Після провалу операції Татібана Косабуро був заарештований і посаджений до в'язниці довічно. Втративши свого засновника у 1933 році, Патріотична школа, фактично, припинила своє існування.